# Lloyd Osbourne
Samuel Lloyd Osbourne (San Francisco, California, 7 de abril de 1868 - Glendale, California, 22 de mayo de 1947) fue un autor estadounidense y el hijastro del autor escocés Robert Louis Stevenson.

## Primeros años
Lloyd Osbourne nació el 7 de abril de 1868 en San Francisco, y era hijo de Fanny Van de Grift y Samuel Osbourne, un teniente en el personal del Gobernador del Estado. Se casaron cuando Fanny tenía diecisiete años, y la hermana mayor de Lloyd, Isobel Osbourne (o "Belle") nació el año siguiente. Samuel luchó en la Guerra de Secesión, se fue con un amigo enfermo de tuberculosis a California, yendo a San Francisco, y terminó en las minas de plata de Nevada. Una vez instalados allí envió a su familia. Fanny e Isobel (esta última con cinco años de edad) hicieron el largo viaje a través de Nueva York, el istmo de Panamá, San Francisco, y, finalmente, por los vagones y diligencia a los campos mineros del río Reese, y la ciudad de Austin, en el condado de Lander.
La familia se trasladó a Virginia City, Nevada. Samuel se fue a buscar oro en las montañas de Coeur d'Alene en 1866. Fanny y su hija viajaron a San Francisco. Hubo un rumor de que Sam había sido muerto por un oso pardo, pero regresó a la familia a salvo en 1868. Poco después Lloyd nació y Fanny regresó a Indianápolis.

## Obra

### Coautoría con Robert Louis Stevenson
- El muerto vivo o Aventuras de un cadáver (The Wrong Box) (1889).
- Los traficantes de naufragios (The Wrecker) (1892).
- Bajamar: un trío y un cuarteto o La isla de la aventura o La resaca (The Ebb-Tide) (1894).

### Otras publicaciones
- The Queen Versus Billy and other stories (1900)
- Forty Years Between (March 1903)
- Love, The Fiddler (1903)
- The Fugitives of Pleasure (febrero de 1904)
- The Motormaniacs (1905)
- Wild Justice: Stories of the South Seas (1921)
- An Intimate Portrait of R L S By His Stepson (1924)